# پیشینه ساری
به‌طور دقیق تاریخ به وجود آمدن ساری را نمی‌توان تشخیص داد؛ زیرا در کهن‌ترین آثار مربوط به ماقبل تاریخ نوین جهان نیز نام آن بوده‌است ولی قدر مسلم آنکه بدون هیچ تردیدی نظام شهری آن به بیش از ۲۵۰۰ سال می‌رسد. بر اساس شاهنامه فردوسی توسعه بنای آن را به اسپهبد طوس پور نوذر به دلیل به جا گذاردن یادگار پدرانش (منوچهر، ایرج، فریدون) نسبت دهند اما با توجه به شاهنامه که پایتخت پیشدادیان و کیانیان را تمیشه معرفی کرده‌است که شهری در نزدیکی‌های ساری بوده، میتوان نتیجه گرفت که ساری در دوران پیشدادیان و کیانیان معمور‌ترین شهر روزگار خود بوده‌است، 
و بر اساس روایت تاریخ نویسان یونانی در زمان هخامنشیان به نام زادراکارتا و پایتخت تمدن هیرکانیا بوده‌است (منابع ایرانی در جنگ‌ها از بین رفته‌اند). پس از حمله اسکندر مقدونی آن شهر در آتش با خاکستر یکسان گردید (این اقدام اسکندر به واضح نشان از وجود تمدن پیشرفته آن زمان در آن شهر را می‌دهد) و طبق سیاست‌های اسکندر مقدونی شهری جدید در کنار آن ساخته گشت و نام آن را تامبراکس (سیرینکس) که نام یکی از سرداران سپاه اسکندر بود نهادند. شایان ذکر است که بنای آن شهر حدود ۱۲ کیلومتر با بنای شهر کنونی ساری فاصله داشت و در نزدیکی اسرم کنونی ساخته گشته بود. بر اساس تحقیقات باستان شناسان در زمان ساسانیان تمدنی بزرگ در این ناحیه بوده‌است. چنان‌که در زمان احداث خط راه آهن و حفاری‌های مربوط به آن کوزه‌ها و سفالهای مربوط آن زمان بدست آمد.

## فرخان بزرگ

شمایل اسپهبد فرخان بزرگ بر سکه‌ها

براساس برخی مستندات تاریخی فرخان بزرگ در سال ۵۶ ه.ق. ساری را که برای مدت زمان طولانی مورد توجه واقع نگردیده بود را به کلی مرمت و بازسازی کرد به‌طوری‌که حتی بنای ساری را به وی نسبت می‌دهند. مدتی پسر فرخان حاکم ساری بود و پس از آن به دلیل تهاجمات دشمنان فرخان بزرگ، وی این دیار مرکز حکومت خویش نهاد. تا قرن دوم هجری دین مردمان آن زرتشتی بود و در آن سال‌ها سپاه خلیفه عباسی توانست به ساری حمله کرده و بدین جهت مردم را مسلمان نمایند ولی پس از رفتن آن‌ها به دلیل ظلم و ستم خلیفه مردم باری دیگر به دین زرتشت پناه بردند تا آن جا که نمایندگان و مبلغان دین اسلام از طرف امام جعفر صادق توانستند با ایجاد گرمی و محبت در بین مردم آنان را به اسلام و مذهب شیعه بگروایند و بدین دلیل مذهب مردم مسلمان ساری از همان ابتدا شیعه بوده و است؛ در سال ۱۳۶ ه.ق. ملامجدالدین از طرف امام صادق به ساری آمد و پس از آن یحیی پور یحیی و سجاد و عباس از فرزندان امام موسی کاظم به ساری آمدند و در بین مردمان زندگی کردند و در این دیار درگذشتند.

## کارن کبیر؛ پادشاه طبرستان
ساری زمانی تحت فرمانروایی اسپهبد قارن (کارن) بود و به دلیل افتخارات بزرگی که او برای طبرستان آورد پس از گذشت چندین قرن هنوز از خاطره‌ها بیرون نرفته و یکی از خیابان‌های ساری به پاس زحمات بزرگ او بدین نام است و پس از آن مازیار پور قارن حکومت کرد که او نیز مردی بزرگ بود و اقدامات نیک وی هنوز هم پابرجاست، سپس حاکمان منصوب یعقوب لیث صفاری و امیر اسماعیل سامانی تا سال ۲۹۸ در ساری حکمرانی کردند تاآنکه در آن سال روس‌ها ساری را به آتش کشاندند و پس از آن حکومت در دست آل زیار که اهل تسنن بودند و آل بویه که اهل تشیع بودند قرار گرفت تا سال ۴۲۶ که سلطان محمود غزنوی به ساری آمد و بسیاری از شهر را ویران نمود و آخرین نماینده غزنویان در ساری (رستم شاه غازی) تا به سال ۵۵۸ حکمرانی کرد، اومدرسه مرقدعلاءالدوله ( همان‌جایی که هم‌اکنون مسجد شاه غازی واقع است) را تجدید بنا نمود. به هنگام حمله مغول حسام الدین اردشیر از سلسله کینخواریه بجهت آنکه بتواند در برابر مغول‌ها مقاومت نماید پایتخت خویش را از ساری به آمل برد؛ پس از مغول‌ها مرعشیان که در اصل عرب بودند بر ساری حکم رانی کردند تا سال ۷۹۵ ه.ق. که تیمور به ساری حمله کرد و دستور قتل‌عام مردم را صادر نمود و با خاک یکسان کرد. پس از مرگ تیمور دگربار مرعشیان آمدند و پس از آن حکمرانی ساری در میان چند خاندان بود تا آن که سلسله آل جلاویه بر سرکار آمدند.

## ساری در دوره صفوی
شاه عباس بزرگ به دلیل آن که از طرف مادر مازندرانی بود علاقه فراوانی به آباد کردن مازندران داشت و او دهکده طاهان در شمال شهر و نزدیکی ساحل دریا را شهر کرد و آن را مرکز مازندران کرد؛ پیتر دلاواله جهانگرد معروف ایتالیایی که به سال ۱۰۲۵ ه.ق. ساری را دید و یک شب در آن اقامت گزید دربارهٔ ساری چنین نگاشته است: « ساری حصار ندارد و تا چشم می‌بیند باغ‌های میوه و خصوصاً مرکبات در آن بسیار فراوان است جالب آن جاست که سقف بسیاری از خانه‌ها مرکب از ساقه خشک غلات و گل مال است و فقط برخی از خانه‌ها سقف سفالی دارند، مردمانی بسیار مهربان دارد و آنان کمال لطف و محبت را نسبت به من روا داشتند؛ فردای آن روز به قصد عزیمت به فرح آباد که شاه در آن جاست ساری را ترک کردیم، چهار فرسنگ بین ساری و فرح آباد راه بود و فرح آباد با دریا دو مایل فاصله داشت و در میان راه اثرات درختان تازه قطع شده را می‌دیدیم و کارگران مشغول سنگ فرش جاده بودند وقتی به فرح آباد رسیدیم خبردار شدیم که شاه در آن جا نیست و شاه که نمی‌تواند در یک مکان ثابت بماند به دو فرسنگی غرب فرح آباد رفته بود.»
و اما فرح آباد آن شهر زیبایی که شاه عباس بنا کرد عمر زیادی نداشت و در حمله شبانه روس‌ها به آتش کشیده شد و پس از آن ساری باری دیگر مرکز مازندران گردید؛ پس از قتل نادرشاه، محمدحسن خان قاجار که توانست حکومت مازندران را به دست گیرد دستور داد تا از استرآباد تا تنکابن راه سنگ فرش را تعمیر کنند و او پلی بروی تجن کشید که به پل محمدحسنخانی مشهور گشت البته بعدها در اثرزلزله خراب شد ولی پل بارفروش (بابل) هنوز هم باقی است.

## ساری در زمان قاجاریه
در زمان زندیه هیچ تغییری در ساری ایجاد نشد ولی پس از مرگ کریم خان زند؛ آقا محمد خان قاجار که توانست به سرعت خود را به تهران برساند و پس از آن با کمک سران ایل اشاقه باش در دشت گرگان مازندران و گیلان را به تصرف خویش درآورد، به این دیارآمد و در ۱۵ ربیع‌الثانی ۱۱۹۵ مصادف با آغاز نوروز در ساری تاج گذاری کرد و ساری را پایتخت خویش نهاد؛ او سه گنبدان ساری را به توپ بست ولی به دلیل آنکه آن بنا بسیار مستحکم بود خراب نشد؛ در آن سال‌ها به دلیل آنکه برادران آقامحمدخان قصد پادشاهی را داشتند ساری مورد تهاجم بسیاری از دشمنان او واقع گشت و بیشتر اوقات در آتش می‌سوخت، به همین دلیل تهران را دارالخلافه خویش قرار داد در حالیکه ساری پایتخت قاجارها بود. آقامحمدخان در سال ۱۲۰۹ گنج‌های نادرشاهی را در کاخ خود در ساری مخفی کرد و پس از آنکه در شوشی قفقاز به قتل رسید فتح علی شاه در تهران تاجگذاری کرد به دستور وی گنج‌های نادرشاهی را از ساری بردند. در زمان فتح علی شاه محمد ملک آرا پسر ارشد او حاکم ساری بود و او کاخ بزرگی را ساخت که بعدها به نام نوباغشاه نهادند (هم اکنون مکان این باغ پادگان است).
اَبِت جهانگرد معروف که در زمان فتح علی شاه به ساری آمد نوشته است که : بیشتر حصارهای شهر در اثر زلزله خراب بود خندق باریک و کم عمقی در برخی قسمت‌های شهر به چشم می‌خورد، محیط شهر دو مایل مربع است شش محله دارد سه هزار خانوار جمعیت در آن شهر ساکن اند کف کوچه‌ها سنگ فرش است و از نظر فرهنگ سطح بالایی دارد و هفتاد مدرسه دارد، ملک آراء باع‌های بسیاری را در ساری احداث کرد و در ساری فقیر زیاد است و تا تهران هشت روز (!) راه است و به فاصله یک مایل از ساری رودی بزرگ می‌گذرد.
ناصرالدین شاه در زمان شاهنشاهی خویش دو بار به ساری آمد و عکاس باشی وی از ساری عکس‌های فراوان گرفت.
محمدعلی شاه که از گرگان به تهران می‌رفت در میان راه به ساری آمد و با استقبال مردم در نزدیکی پل تجن مواجه گشت و با حبیب اله میرزا حاکم ساری زیر آن پل محرمانه به گفتگو نشست به‌طوری‌که مشروطه خواهان حبیب اله میرزا را به ظن آنکه مستبد باشد ترور کردند.

## ساری پس از دوره قاجار
اگرچه در ابتدای قاجار به ساری کم و بیش توجه می‌شد ولی در پایان دوره قاجار ساری رو به ویرانی گذارده بود، بی تردید نظام کنونی ساری پس از قاجار و در ابتدای قرن بیستم میلادی به وجود آمد، در آن سال‌ها عمارت نوباغشاه که نمادی از سلطه قاجارها بود را خراب کردند و در آن مکان پادگان احداث نمودند و سبزه میدان را ایجاد کردند؛ خیابان‌ها را پهن تر کردند و خیابان شاه عباس (۱۸دی) را ساختند و البته بسیاری از ساختمان‌های تاریخی نیز در کنار آن از بین رفت و ساختمان استانداری، شهربانی احداث گردید که بعدها از تخریب شد ولی ساختمان دادگستری از آن دوران هنوز هم باقی است، در زمان جنگ جهانی دوم، نیروهای اتحاد شوروی به ساری آمدند و ساری به تصرف روس درآمد و پس از جنگ جهانی در زمان محمد رضا شاه پهلوی پل جدید تجن احداث گردید و فرودگاه دشت ناز و جاده کمربندی و احداث خیابان قارن و ساخت میدان ولیعهد ( میدان امام خمینی کنونی ) و افتتاح آن بدست شهبانو فرح پهلوی و ساختمان کتابخانه مرکزی و ... در این زمان ساخته گشت و پس از انقلاب ایران (۱۳۵۷)، مصلی آیت‌الله خمینی و پارک آفتاب و بسیاری از ابنیه کنونی و بازار نرگسیه و بازار شهید رجایی ساخته گردید.